# Partito Patriottico di Bosnia ed Erzegovina
Il Partito Patriottico della Bosnia ed Erzegovina-Sefer Halilović (bosniaco: Bosanskohercegovačka patriotska stranka-Sefer Halilović, BPS) è un partito politico in Bosnia ed Erzegovina di ispirazione nazionalista bosgnacca. È stato fondato dall'ex comandante dell'Armata della Repubblica di Bosnia ed Erzegovina, Sefer Halilović. Il BPS intende ripristinare con metodi democratici la Costituzione della Repubblica di Bosnia ed Erzegovina del 1992-1995.
Il partito non ha partecipato alle elezioni del 1996, entrando però in parlamento nelle elezioni del 1998.
Nelle elezioni del 2002 il partito non ha vinto seggi nella Camera dei rappresentanti della Bosnia ed Erzegovina, mentre ha conquistato solo un seggio su 140 nella Camera dei rappresentanti della Federazione di Bosnia ed Erzegovina.
Nel 2014 Halilović è stato candidato - senza successo - dal BPS al seggio di membro bosgnacco della Presidenza della Bosnia ed Erzegovina. Il BSP ha ottenuto un rappresentante alla Camera dei rappresentanti della Bosnia ed Erzegovina, e 4 alla Camera dei rappresentanti della Federazione di Bosnia ed Erzegovina. Il partito ha anche adottato un nuovo logo, che si rifà al logo del Partito della Giustizia e dello Sviluppo (AKP) turco.